# Blackwater Branch
Blackwater Branch är ett vattendrag i Belize. Det ligger i distriktet Stann Creek, i den sydöstra delen av landet, 50 kilometer sydost om huvudstaden Belmopan.